# 半田市立さくら小学校
半田市立さくら小学校（はんだしりつ さくらしょうがっこう）は、愛知県半田市東洋町1丁目にある公立小学校。

## 概要
- 新栄町、日ノ出町、東雲町、源平町、東洋町、幸町、東浜町、瑞穂町、十一号地が校区であり、公立中学校の進学先は半田市立半田中学校である[1]。
- 体育館棟にはさくら小学校生涯学習施設（地域･学校連携施設）が設置しされており、地域住民の使用も可能（要予約）。
- 運動場には緊急用ヘリ発着場が設置されている。
- 小学校としては珍しく屋上にプールが設置されている。
- 校舎内は2003年に建てられたこともあり、かなり綺麗で、エレベーターなどもあり、点字ブロックやスロープなど、一部バリアフリーになっている箇所もある。

## 沿革
- 2003年（平成15年）
  - 4月1日 - 半田小学校から分離し、半田市立さくら小学校として開校。
  - 4月7日 - 開校式を行う。
- 2012年（平成24年）11月17日 - 10周年記念式典挙行。

## 交通アクセス
いずれも学校正門まで
- 半田市コミュニティバス
  - 「地区路線B瑞穂線（さくらバス）」で、「半田病院東」停留所から、徒歩約100m・約2分。
  - 「地区路線B成岩東部線（ならワゴン）」で、「半田病院前」停留所から、徒歩約225m・約4分。
- 知多バス「半田北部線」・「半田・常滑線」で、「半田市役所前」停留所より、
  - 知多半田駅行・常滑駅行のりばから、徒歩約285m・約5分。
  - 日本福祉大学行のりばから、徒歩約400m・約6分。
- JR武豊線半田駅より、
  - 徒歩約955m・約15分。
  - 上述の知多バス「半田北部線」・「半田・常滑線」で3分、「半田市役所前」停留所下車後、徒歩。
- 名鉄河和線知多半田駅より、
  - 徒歩約1.6km・約24分。
  - 上述の知多バス「半田北部線」・「半田・常滑線」で7分、「半田市役所前」停留所下車後、徒歩。
  - 上述の半田市コミュニティバス「地区路線B瑞穂線（さくらバス）」に乗車し17分〜23分、「半田病院東」停留所下車後、徒歩。
    - なお、半田市コミュニティバス「地区路線B瑞穂線（さくらバス）」は片方向運行のため、「半田病院東」停留所から知多半田駅までは、11分〜21分。

  - 上述の「地区路線B成岩東部線（ならワゴン）」に乗車し8分、「半田病院前」停留所下車後、徒歩。
    - なお、「地区路線B成岩東部線（ならワゴン）」は片方向運行のため、「半田病院前」停留所からは青山駅まで行き、名鉄河和線に乗り換える必要がある。

## 周辺
半田市中心部に位置する。
- 阿久比川 - 校地のすぐ北側を流れる。
- 法務省名古屋法務局半田支局 - 校地東側に隣接。
- アイプラザ半田 - 校地西側に隣接。
- 半田グランドボウル  - 半田市道をはさんで、敷地が隣接。
- 県営半田住宅 - 半田市道をはさんで、敷地が隣接。
- 知多中部消防本部
- 半田常滑看護専門学校
- 半田郵便局
- 半田市東部区民センター
- 半田市保健センター
- 半田市役所
- 半田市立つくし学園（福祉型児童発達支援センター）
- 半田上浜グラウンド - 阿久比川をはさんで北側に位置する。